# ジェニー・フィンチ
ジェニー・リン・フィンチ（Jennie Lynn Finch、1980年9月3日 - ）は、アメリカ合衆国カリフォルニア州ラミラダ出身の女子ソフトボール選手（投手）。右投右打。夫の姓であるダイグル（Daigle）を使用することもある。
アメリカ代表として2004年アテネオリンピックで金メダル、2008年北京オリンピックでは銀メダルを獲得している。主に投手を務めるが、しばしば一塁を守ることもある
5歳の時からソフトボールをはじめ、8歳にはピッチャーをやっていた。高校では、ソフトボールだけでなく、バレーボールやバスケットボールもやっており、シニア時代にはすべてのスポーツでキャプテンを務めた経験がある。
また、美貌も人気を集めESPNによるオンラインの調査では最も魅力的な女性アスリートとして、テニス選手のアンナ・クルニコワを抑えて1位を獲得したり、2005年から2006年のスポーツ・イラストレイテッド水着特集号にはクルニコワ同様に水着姿の写真を掲載されたこともある。